# Knopp József
Knopp József (Pest, 1825 – Budapest, Terézváros, 1899. július 12.) festő, Knopp Imre festő apja.

## Életútja
Knopp Ábrahám fia. Korán került a bécsi akadémiára, majd 1847-től a müncheni akadémián tanult. Az 1848-as események haza hozták, ahol a honvédség zászlaira Mária-képeket festett. Lefestette a Kossuth-minisztérium több tagjának arcképét. A forradalom után arcképeket és csendéleteket festett. Három önarcképéről is tudunk. A pesti Műegylet Diana fürdőbeli kiállításain ismételten szerepelt (Szőlők, Tanulmányfej). Kiállított Bécsben is (Önarckép, Imádkozó remete). Később cégfestéssel foglalkozott. Halálát szívszélhűdés okozta. Felesége Weigl Dorottya volt.